# Городское поселение рабочий посёлок Ветлужский
Городское поселение рабочий посёлок Ветлужский — муниципальное образование и административно-территориальная единица в Краснобаковском районе Нижегородской области.
Административный центр — рабочий посёлок Ветлужский.

## История
Первоначально в состав городского поселения входил только посёлок Ветлужский, но в 2009 году к нему был присоединён Дмитриевский сельсовет, состоящий из 13 сельских населённых пунктов.

## Население
| 2002  | 2008  | 2009  | 2010  | 2011  | 2012  | 2013  |
| ----- | ----- | ----- | ----- | ----- | ----- | ----- |
| 6272  | ↘5286 | ↘5261 | ↗5743 | ↘5712 | ↗5759 | ↗5821 |
| 2014  | 2015  | 2016  | 2017  | 2018  | 2019  | 2020  |
| ↗5887 | ↘5840 | ↗5885 | ↘5796 | ↘5770 | ↘5729 | ↘5699 |
| 2021  |       |       |       |       |       |       |
| ↘4949 |       |       |       |       |       |       |

## Состав городского поселения
| №  | Населённый пункт   | Тип населённого пункта                  | Население |
| -- | ------------------ | --------------------------------------- | --------- |
| 1  | Антропиха          | деревня                                 | ↗27       |
| 2  | Безглядово         | деревня                                 | ↘13       |
| 3  | Богатыриха         | деревня                                 | →0        |
| 4  | Верхняя Сарафаниха | деревня                                 | ↗18       |
| 5  | Ветлужский         | рабочий посёлок, административный центр | ↘4639     |
| 6  | Дмитриевское       | село                                    | ↘335      |
| 7  | Заполица           | деревня                                 | →3        |
| 8  | Здекино            | деревня                                 | ↘7        |
| 9  | Кашниково          | деревня                                 | ↘3        |
| 10 | Кологривка         | деревня                                 | ↘15       |
| 11 | Красногор          | деревня                                 | ↘21       |
| 12 | Овечкино           | деревня                                 | ↘4        |
| 13 | Осиновка           | деревня                                 | ↘8        |
| 14 | Сомиха             | деревня                                 | ↘39       |